# إنتاج ألمانيا من المركبات القتالية المدرعة خلال الحرب العالمية الثانية

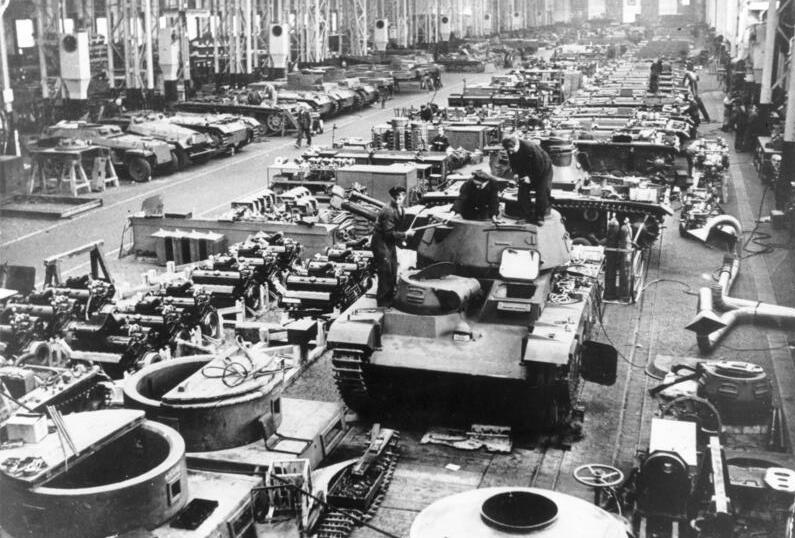
إنتاج الدبابات خلال المراحل الأولى للحرب.

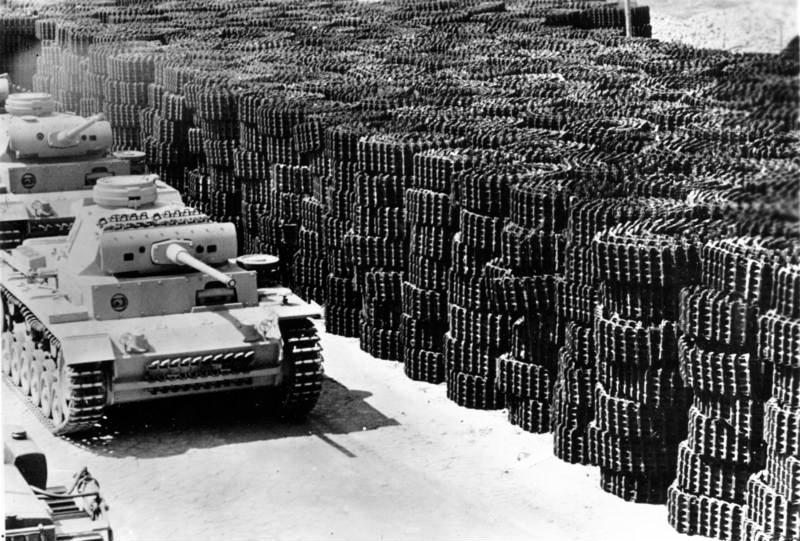
دبابات بانزر-3 تغادر المصنع، 1942.

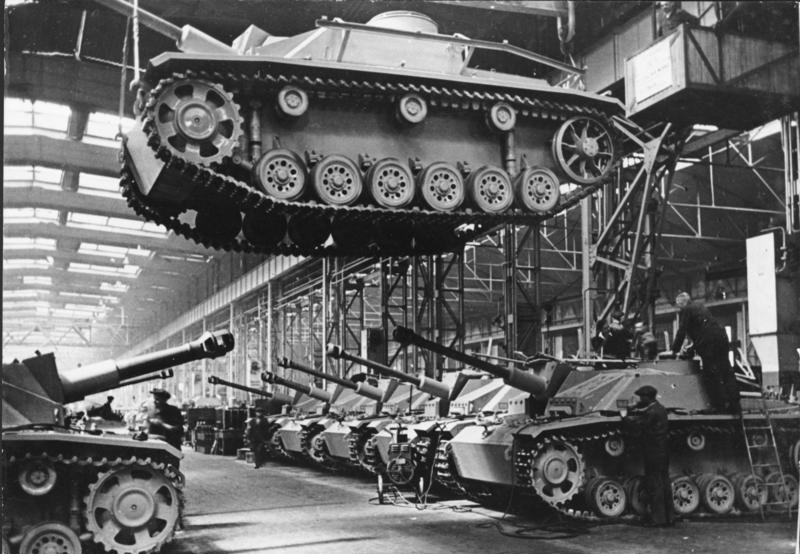
مُجمّع ألكيت لإنتاج الدبابات.

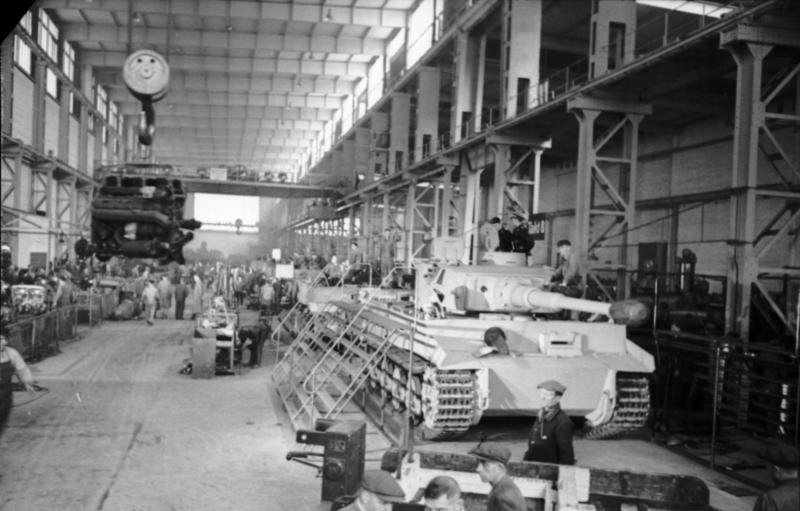
إنتاج دبابات تايغر-1، 1944.

تشير الإحصائيات التالية إلى إنتاج ألمانيا من المركبات القتالية المدرعة خلال الحرب العالمية الثانية والتي تتضمن الكميات المُنتجة من الدبابات وقطع المدفعية ذاتية الحركة والمدافع الهجومية وقانصات الدبابات، وتتضمن الإحصائيات الكمية المنتجة من القطع المدرّعة خلال فترة الحرب فقط، بدءًا من سبتمبر لعام 1939 وحتى الاستسلام الألماني في مايو لعام 1945.

## الإنتاج الإجمالي
|                         | قبل الحرب | 1939 | 1940  | 1941  | 1942  | 1943   | 1944   | 1945  | وقت الحرب | المجموع |
| ----------------------- | --------- | ---- | ----- | ----- | ----- | ------ | ------ | ----- | --------- | ------- |
| بانزر-1                 | 1,893     | -    | -     | -     | -     | -      | -      | -     | -         | 1,893   |
| بانزر-2                 | 1,223     | 15   | 99    | 265   | 848   | 803    | 151    | -     | 2,181     | 3,404   |
| بانزر38(ت)              | 78        | 153  | 367   | 678   | 652   | 1,008  | 2,356  | 1,335 | 6,549     | 6,627   |
| بانزر-3                 | 98        | 157  | 1,054 | 2,213 | 2,958 | 3,379  | 4,752  | 1,136 | 15,649    | 15,747  |
| بانزر-4                 | 211       | 45   | 368   | 467   | 994   | 3,822  | 6,625  | 1,090 | 13,311    | 13,522  |
| بانزر-5 بانثر           | -         | -    | -     | -     | -     | 1,849  | 4,003  | 705   | 6,557     | 6,557   |
| بانزر-6 الفئة H تايغر-1 | -         | -    | -     | -     | 78    | 649    | 641    | -     | 1,368     | 1,368   |
| بانزر-6 الفئة B تايغر-2 | -         | -    | -     | -     | -     | 1      | 428    | 140   | 569       | 569     |
| إيليفانت                | -         | -    | -     | -     | -     | 91     | -      | -     | 91        | 91      |
| المجموع                 | 3,503     | 370  | 1,888 | 3,623 | 5,530 | 11,602 | 18,956 | 4,406 | 46,275    | 49,778  |

ملاحظات
- إحصائيات الدبابات تتضمن الدبابات والهياكل المعدنية المُنتجة بغرض الاستخدام لتصنيع المدافع ذاتية الحركة.
- الإحصائيات الخاصة بالدبابة بانزر-3 لا تتضمن 700 دبابة من طراز بانزر-3 الفئة N والتي تم تجميعها من مكونات فئات أخرى من الطراز نفسه خلال الفترة ما بين عامي 1942 و1943.

## بانزر-1
خلال الفترة التي سبقت الحرب، أنتجت المؤسسة العسكرية الألمانية (بالألمانية: Waffenamt نح: فافنأمْت) قرابة 1,893 جسم خارجي للدبابة بانزر-1 (بالألمانية: Panzerkampfwagen I)، تحول 1,867 منها إلى دبابات قتال بعد تدعيمها بالأبراج الخاصة بها، في حين استُخدمت الهياكل الباقية لصناعة دبابات قيادة ودبابات تدريبية أخرى.

### التصميمات المختلفة للدبابة بانزر-1

#### بانزر-1 الفئة A
تنقسم الدبابة بانزر-1 لأربع فئات رئيسية، تم تطويرها خلال فترة الحرب العالمية الثانية لإضافة مميزات جديدة لأوسع الدبابات انتشارًا خلال الفترة الأولى من الحرب.
- بانزر-1 الفئة A منزوعة البرج (بالألمانية: Panzerkampfwagen I Ausf A ohne Aufbau): دبابة تدريبية، أُنتج منها 15 وحدة لتدريب الجنود والضباط على الدبابة الفعلية.
- بانزر-1 الفئة A ناقلة الذخيرة (بالألمانية: Munitionsschlepper auf Panzerkampfwagen I Ausf A): حملت الدلالة Sd.Kfz. 111 وصُممت لتزويد القوات البرية بسيارات إمداد مُدرعة ومُجنزرة تعمل في الخطوط الأمامية.
- بانزر-1 الفئة A مُقيمة الجسور (بالألمانية: Brückenleger auf Panzerkampfwagen I Ausf A): محاولة فاشلة لتزويد الدبابة بانزر-1 بمعدات لإقامة الجسور، حققت نجاحًا أكبر مع الدبابة بانزر-2.
- بانزر-1 الفئة A قاذفة اللهب (بالألمانية: Flammenwerfer auf Panzerkampfwagen I Ausf A): تعديل ميداني بسيط لتزويد الدبابة بانزر-1 العاملة في شمال أفريقيا بقاذفة لهب محمولة مزودة بخزان وقود يُتيح لها العمل لفترة عشر ثواني وبمدى 25 مترًا.
- فلاكبانزر 1 (بالألمانية: Flakpanzer I): تعديل نادر لتحويل الدبابة بانزر-1 الفئة A إلى مدفع مُضاد للطائرات ذاتي الحركة، حمل الدلالة Sd.Kfz. 101، ولم تزوّد به سوى وحدة واحدة متمركزة في رومانيا تأسست عام 1941، وعلى الرغم من نجاحه في إسقاط بعض الطائرات، إلا أنه استُخدم أساسًا في مهاجمة الأهداف الأرضية لمحدودية حركة المدفع.

#### بانزر-1 الفئة B
- دبابة القيادة المصغرة (بالألمانية: Kleiner Panzerbefehlswagen): دبابة مطورة من نموزج بانزر-1 الفئة B، حملت الدلالة Sd.Kfz. 265 وكانت أولى دبابات القيادة التي أنتجتها المؤسسة العسكرية الألمانية.
- بانزر-1 الفئة B منزوعة البرج (بالألمانية: Panzerkampfwagen I Ausf B ohne Aufbau): دبابة قطر وتصليح، صُممت بنفس المواصفات التقنية لدبابات الفئة B ذات الهيكل المعدني الأطول والأعرض من سابقتها، أُنتج منها 164 وحدة تحوّلت جميعها للمهام التدريبية بعد تصميم الدبابات الأكبر لعجزها عن القيام بمهام القطر والتصليح.
- بانزرييغا 1 (بالألمانية: Panzerjäger I): أولى قانصات الدبابات ألمانية الصُنع والمزودة بمدفع 47مم مضاد للدبابات محمولًا على الهيكل المعدني للدبابات بانزر-1 الفئة B.
- شتورمبانزر 1 (بالألمانية: Sturmpanzer I): مدفع ذاتي الحركة مضاد للأفراد، أُطلق عليه اسم بيسون، وهو مدفع 15سم مضاد للأفراد محمولًا على الهيكل المعدني للدبابات بانزر-1 الفئة B، بدأ إنتاجه عام 1940 لاستخدامه أثناء غزو فرنسا، إلا أنه أثبت فشلًا ذريعًا لثقل وزن المدفع مقارنة بحجم الهيكل المعدني.
- بانزر-1 الفئة B قاذفة اللهب (بالألمانية: Flammenwerfer auf Panzerkampfwagen I Ausf B): تعديل مماثل للتعديل السابق على دبابات الفئة A، استّخدم خلال الحرب الأهلية الإسبانية ولا دليل على استخدام الطراز نفسه خلال الحرب العالمية الثانية.

## بانزر-2
بانزر-2 (بالألمانية: Panzerkampfwagen II)، دبابة خفيفة بدأ إنتاجها عام 1936 واستمر حتى عام 1943، خلال تلك الفترة، أنتجت ألمانيا 1,856 دبابة جديدة بخلاف الدبابات القديمة التي تم تطويرها، منها 1,223 قبل الحرب العالمية الثانية مقابل 633 فقط خلال فترة العمليات العسكرية.
|              | 1939 | 1940 | 1941 | 1942 | 1943 | 1944 | 1945 | المجموع |
| ------------ | ---- | ---- | ---- | ---- | ---- | ---- | ---- | ------- |
| بانزر-2      | 15   | 9    | 223  | 302  | 77   | 7    | -    | 633     |
| فلامبانزر-2  | -    | 90   | 42   | 23   | -    | -    | -    | 155     |
| ماردر 2      | -    | -    | -    | 511  | 212  | -    | -    | 723     |
| فيسبا        | -    | -    | -    | -    | 514  | 144  | -    | 658     |
| شتورمبانزر 2 | -    | -    | -    | 12   | -    | -    | -    | 12      |
| المجموع      | 15   | 99   | 265  | 848  | 803  | 151  | -    | 2,181   |

### التصميمات المختلفة للدبابة بانزر-2

#### نسخ تطويرية محدودة
- بانزر-2 الفئة a (بالألمانية:Panzerkampfwagen II Ausf. a): أولى الدبابات التطويرية من طراز بانزر-2، أُنتج منها 75 وحدة خلال الفترة ما بين مايو 1936 وحتى فبراير 1937، حملت جميعها تحسينات في النظام الحركي وسبل تبريد المحرك.
- بانزر-2 الفئة b (بالألمانية:Panzerkampfwagen II Ausf. b): الجيل الثاني من الدبابات التطويرية لطراز بانزر-2، أُنتج منه 25 وحدة خلال الفترة ما بين فبراير ومارس 1937 والذي حمل تحسينات جديدة في النظام الحركي مع زيادة طول وعرض الهيكل المعدني وزيادة سمك الدرع المُغطي للبرج.
- بانزر-2 الفئة c (بالألمانية:Panzerkampfwagen II Ausf. c): أخر الدبابات التطويرية للطراز بانزر-2 وتتشابه إلى حد كبير مع الدبابات الكاملة التي أُنتجب فيما بعد، أُنتج منها 25 وحدة خلال الفترة ما بين مارس ويوليو 1937 وحملت تغييرات جذرية في النظام الحركي للدبابة فيما يختص بالعجلات والجنزير، مع زيادة طول وعرض الدبابة مرة أخيرة.

#### نسخ كاملة
- بانزر-2 الفئة A (بالألمانية: Panzerkampfwagen II Ausf. A): أولى الدبابات الكاملة من الطراز بانزر-2، زوّدت بدرع بسمك 14.5مم من كافة الجوانب، وزيادة سُمك أرضية هيكل الدبابة كذلك انفس سماكة الدرع، كما حملت بعض التعديلات على نُظم نقل التروس، دخلت الخدمة في يوليو من عام 1937.
- بانزر-2 الفئة B (بالألمانية: Panzerkampfwagen II Ausf. B): حلّت محل الفئة A بعد إجراء بعض التعديلات الطفيفة عليها، دخلت الخدمة في ديسمبر من عام 1937.
- بانزر-2 الفئة C (بالألمانية: Panzerkampfwagen II Ausf. C): لم تختلف كثيرًا عن الفئتين السابقتين إلا في بعض المواصفات الفنية المحدودة لتصبح فيما بعد النموذج المثالي للتصنيع، أُنتج منها ومن الفئتين السابقتين علاوة على الدبابة التطويرية فئة c خلال الفترة ما بين مارس 1937 وإبريل 1940 مجتمعين 1,113 وحدة استُخدموا جميعًا جنبًا في المراحل الأولى للحرب.
- بانزر-2 الفئة D (بالألمانية: Panzerkampfwagen II Ausf. D): باكورة الدبابات الألمانية المزوّدة نظام التعليق الجديد، كريستي، وأربع عجلات بدلًا من خمس، طوّرت لتكون دبابة فرسان، وشهدت تغييرًا في أبعاد الدبابة التي أصبحت أقل طولًا وأكثر عرضًا وارتفاعًا، كما زيدت السرعة القصوى لتبلغ 55كم/ساعة، بدأ إنتاجها خلال الفترة ما بين مايو 1938 وأغسطس 1939، استُخدمت أثناء غزو بولندا وخرجت من الخدمة بحلول مارس من عام 1940 لسوء الأداء خارج الطرق الممهدة.
- بانزر-2 الفئة E (بالألمانية: Panzerkampfwagen II Ausf. E): دبابة مماثلة للفئة D وإن شهدت إدخال بعض التعديلات على نظام التعليق لتعويض سوء الأداء خارج الطرق الممهدة، خدمت جنبًا إلى جنب مع الفئة السابقة وإنتج منهما إجمالًا 143 وحدة خلال الفترة ما بين مايو 1938 وأغسطس 1939.
- بانزر-2 الفئة F (بالألمانية: Panzerkampfwagen II Ausf. F): دبابة مماثلة للفئة C، صُممت لتكون دبابة استطلاعية، وتُعتبر أخر التعديلات الكبرى على الدبابات من طراز بانزر-2، أُنتج منها 524 وحدة خلال الفترة من مارس 1941 وحتى ديسمبر 1942.
- بانزر-2 الفئة L (بالألمانية: Panzerkampfwagen II Ausf. L): عُرفت أيضًا باسم لوخس (بالألمانية: Luchs أي الوشق)، دبابة استطلاعية، وهي الوحيدة من طراز دبابات بانزر-2 التي تعمل على عجلات متداخلة ومسار (جنزير) متّصل، أُنتج منها 100 وحدة خلال الفترة ما بين سبتمبر 1943 وحتى يناير 1944، وهي أكبر حجمًا من الفئة G وتبلغ سرعتها القصوى 60كم/ساعة.
- فلامبانزر-2 (بالألمانية: Flammpanzer II): دبابة قاذفة لهب، عُرفت أيضًا باسم فلامينغوس (بالألمانية: Flamingos أي النحام)،، حملت نفس تصميم الفئتين D وE مستخدمة نفس نظام التعليق، وزوّدت بمدفع رشاش إم جي-34 متعدد الأغراض وقاذفتي لهب يتم التحكم فيهما عن بُعد، أُنتج منها فئتين؛ A وB باختلافات بسيطة في نظام التعليق، بمجموع 155 وحدة خلال الفترة ما بين يناير 1940 ومارس 1942، تم الدفع بهم إلى الجبهة الشرقية إلا أنها لم تحقق النجاح المنتظر لضعف درعها مقارنة بالقذائف المُستخدمة.

#### مدافع ذاتية الحركة
- شتورمبانزر 2 (بالألمانية: Sturmpanzer II): مدفع ذاتي الحركة مضاد للأفراد، جاء تطويرًا للمدفع شتورمبانزر 1، مستخدمًا نفس المدفع 15سم مضاد للأفراد محمولًا على الهيكل المعدني للدبابات بانزر-2 الفئة B، أُنتجت منه 12 وحدة بنهاية عام 1941 وأًرسلوا إلى الجبهة في شمال أفريقيا لتدعيم الفرقة التسعين مشاة خفيفة حتى استسلامها في تونس عام 1943.
- ماردر 2 (بالألمانية: Marder II أي الخر): قانصة دبابات، استُخدم في تصميمها هياكل الدبابة بانزر-2 فئات D وE وF التي لم يتم تحويلها لقاذفات لهب أو دبابات معاونة، بدأ إنتاجها منذ طليعة عام 1942 وحتى مطلع عام 1944، وخرحت في خطّي إنتاج رئيسيين:
  - مدفع 7.62سم مضاد للدبابات 36(ر) المحمول على هيكل الدبابة بانزر-2 فئات D وE (بالألمانية: 7.62 cm PaK 36(r) auf Fahrgestell Panzerkampfwagen II Ausf. D/E): حمل الدلالة Sd.Kfz. 132، وهو مصنوع من المدافع السوفيتية المأسورة من عيار 7.62سم مضاد للدبابات بعد تعديله لقبول قذائف المدفع الألماني عيار 7.5سم مضاد للدبابات، محمولة على الهياكل المعدنية للدبابات بانزر-2 فئات D وE، أُنتج منه 201 وحدة خلال الفترة ما بين مطلع عام 1942 وحتى أوائل عام 1943.
  - مدفع 7.5سم مضاد للدبابات 40 المحمول على هيكل الدبابة بانزر-2 الفئة F (بالألمانية: 7.5 cm PaK 40 auf Fahrgestell Panzerkampfwagen II Ausf. F): حمل الدلالة Sd.Kfz. 131، وهو المدفع 7.5سم مضاد للدبابات محمولًا على الهياكل المعدنية للدبابة بانزر-2 فئات A وB وC، وأُنتج منه 576 وحدة خلال الفترة ما بين يونيو 1942 وحتى منتصف عام 1943، ثم أستُخدمت الهياكل المعدنية للدبابة بانزر-2 الفئة F في الوقت الذي بدأت فيه هذه الدبابات في الخروج من الخدمة خلال الفترة ما بين منتصف عام 1943 وحتى مطلع عام 1944 ، حيث أٌنتجت 75 وحدة أخرى منه.
- مدفع 5سم مضاد للدبابات 38 المحمول على هيكل الدبابة بانزر-2 (بالألمانية: 5 cm PaK 38 auf Fahrgestell Panzerkampfwagen II): إحدى المحاولات لتحميل المدفع 5سم مضاد للدبابات على هياكل دبابات بانزر-2، إلا أن كفاءة مدافع ماردر 2 قد حدّت من إنتاج مثل هذه القطع، والتي ليس من المعروف عدد القطع المُنتجة منها.
- مدفع هاوتز 18 الميداني الخفيف المحمول على هيكل الدبابة بانزر-2 الفئة F (بالألمانية: Leichte Feldhaubitze 18 auf Fahrgestell Panzerkampfwagen II Ausf. F): يُعرف باسم فيسبا (بالألمانية: Wespe أي الدبور): هو مدفع هاوتزر ميداني خفيف عيار 10.5سم المحمول على الهياكل المعدنية للدبابة بانزر-2 الفئة F، حمل الدلالة Sd.Kfz. 124، وُضع تصميمه في أعقاب غزو فرنسا لعدم قدرة الدبابة بانزر-2 على إثبات كفائتها لتكون دبابة قتال رئيسية، أُنتج منه 676 قطعة خلال الفترة ما بين فبراير 1943 وحتى يونيو 1944.
- بانزر-2 ناقلة القذائف (بالألمانية: Selbstfahrlafette auf Fahrgestell Panzerkampfwagen II Ausf. F): صُممت لدعم الفيسبا من خلال استخدامها لنقل الذخيرة، حيث اتسعت لنقل 90 قذيفة، وهي عبارة عن الهيكل المعدني للدبابة بانزر-2 الفئة F دون تثبيت مدافع بها، كما يُمكن تحويلها للطراز فيسبا عن طريق تثبيت المدفع عيار 10.5سم بها ميدانيًا، اُنتج منها 159 قطعة خلال نفس فترة إنتاج فيسبا.

#### نسخ تجريبية ونماذج بدائية
- بانزر-2 الطافية (بالألمانية: Panzerkampfwagen II mit Schwimmkörper): إحدى أولى المحاولات الألمانية لتصميم مركبة برمائية، زوّد بها الفوج الثامن عشر بانزر، ومع إلغاء عملية أسد البحر استُخدمت هذه الدبابات على الجبهة الشرقية.
- بانزر-2 الفئة G (بالألمانية: Panzerkampfwagen II Ausf. G): حملت التعديل الرابع والأخير على نظام التعليق الخاص بدبابات البانزر-2 وكانت أولى الدبابات العاملة على خمس عجلات متداخلة، كما كانت أولى خطوات تطوير هذا الطراز للعمل كدبابة استطلاعية، حملت الدلالة التجريبية VK 901، أُنتج منها 12 وحدة فقط خلال الفترة ما بين إبريل 1941 وفبراير 1942 ولا يوجد أي دليل على استخدامها في المهام القتالية على الجبهة وإن استُخدمت في التحصينات الدفاعية بعد تزويدها بالبرج.
- بانزر-2 الفئة H (بالألمانية: Panzerkampfwagen II Ausf. H): صُممت لبداية خط الإنتاج للفئة G مع زيادة سُمك الدرع إلى 20مم، حملت الدلالة التجريبية VK 903، لم يُنتج منها سوى النماذج البدئية حتى وقت إلغاء المشروع بأكمله في سبتمبر من عام 1942.
- بانزر-2 مُقيمة الجسور (بالألمانية: Brückenleger auf Panzerkampfwagen II): استمرار للمحاولات الألمانية بتصميم دبابة معاونة في إنشاء الجسور على غرار التجارب السابقة مع الدبابات من طراز بانزر-1، أُنتج منها أربع وحدات فقط زوّدت بها الفرقة السابعة بانزر في مايو لعام 1940.
- بانزر-2 الفئة J (بالألمانية: Panzerkampfwagen II Ausf. J): إحدى الفئات التطويرية لدبابات الاستطلاع، باستخدام درع أكثر سماكة على كافة جوانب الدبابة؛ ليصل إلى 80مم في المقدمة و50مم على الجانبين ومن الخلف مما أدى لخفض السرعة القصوى إلى 31كم/ساعة، حملت الدلالة التجريبية VK 1601، أُنتج منها 22 وحدة خلال الفترة ما بين إبريل وديسمبر لعام 1943 تم تزويد الفرقة الثانية عشر بانزر على الجبهة الشرقية بسبعة منهم.
- بانزر-2 الفئة J الجبلية (بالألمانية: Bergepanzerwagen auf Panzerkampfwagen II Ausf. J): لم يُعثر منها سوى على نموذج واحد واستُخدمت كمركبة تصليح مدرّعة بعد تزويدها برافعة مكان البرج، كما لم يُعثر على أي برنامج حكومي خاص بتطويرها.
- بانزر-2 الفئة M (بالألمانية: Panzerkampfwagen II Ausf. M): نسخة مطورة للدبابة بانزر-2 الفئة H عن طريق استبدال البرج بأخر أكبر مفتوح من الأعلى ومزوّد بمدفع دبابة عيار 5سم، أُنتج منها أربع وحدات بحلول أغسطس لعام 1942 ولم تدخل أيًا منهم الخدمة.
- بانزر-2 منزوعة البرج (بالألمانية: Panzerkampfwagen II ohne Aufbau): تُمثّل الدبابات بانزر-2 التي خرجت من الخدمة، والتي استُخدمت في الحصون كسيارات معاونة وكذلك لنقل الأفراد والذخيرة بعد نزع البرج منها إذا لم يتم استخدام الهيكل المعدني وتحويل الدبابة لمدافع ذاتية الحركة.
- المدفع ذاتي الحركة 1c المحمول على هيكل الدبابة بانزر-2 الفئة G (بالألمانية: Panzerkampfwagen II Ausf. G Selbstfahrlafette 1c): واحد من ثلاث تجارب فاشلة لتثبيت مدفع 5سم مضاد للدبابات على هياكل دبابات بانزر-2 الفئة G، والتي فشلت لبلوغ وزن المدفع نفس وزن الدبابة، أُنتج منه قطعتين فقط تم الدفع بهم للخطوط الأمامية قبل إهمال القيادة العسكرية لإنتاجه والتركيز على المدافع الثقيلة.
- التصميم التجريبي 1602 (بالألمانية: VK 1602 Leopard): عُرفت أيضًا باسم ليوبارد (بالألمانية: Leopard أي النمر) آخر المحاولات الألمانية لتحويل الدبابات من طراز بانزر-2 إلى دبابات استطلاعية من خلال تطوير الفئة L وتزويدها بصندوق تروس بثمان سرعات وترس رجوع للخلف مستخدمة البرج الخاص بالفئة J ومُسلّحة بمدفع دبابة عيار 5سم، صُرف النظر عن المشروع مع بداية إنتاج الدبابات من طراز بانزر-4 لضعف درع التصميم التجريبي مقارنة بوزنه، كما لم يحصل أبدًا على لقب دبابة رسميًا (بالألمانية: Panzerkampfwagen) وحمل وصف التصميم التجريبي (بالألمانية: Versuchskonstruktion) وإن أُنتجت منه بعض القطع.

## بانزر 38(ت)
بانزر 38(ت) (بالألمانية: Panzerkampfwagen 38(t)) دبابة تشيكوسلوفاكية متوسطة أُنتجت خلال فترة ما بين الحربين العالميتين، وأُنتج منها 78 وحدة حتى الاحتلال الألماني لتشيكوسلوفاكيا، عندها قامت القيادة الألمانية بإرغام شركة تشيسكومورافسكا كولبن-دانيك (بالتشيكية: 	ČKD)على إنتاج الدبابة لصالح الفيرماخت بداية من عام 1939 والتي استخدمتها فيما بعد أثناء غزو بولندا ثم فرنسا وأخيرًا الاتحاد السوفيتي حتى توقف إنتاجها عام 1942 بعدما أصبح درع الدبابة غير قادر على حمايتها بعدما دخلت 1,396 دبابة الخدمة، في الوقت الذي استمر إنتاج الهياكل المعدنية لتحويلها لمدافع ذاتية الحركة من طراز ماردر 3 وهتزر، بخلاف المدافع المضادة للطائرات والأفراد.
|                             | 1939 | 1940 | 1941 | 1942 | 1943  | 1944  | 1945  | المجموع |
| --------------------------- | ---- | ---- | ---- | ---- | ----- | ----- | ----- | ------- |
| بانزر 38(ت)                 | 153  | 367  | 678  | 198  | -     | -     | -     | 1,396   |
| ماردر 3 الدلالة Sd.Kfz. 138 | -    | -    | -    | 110  | 783   | 323   | -     | 1,216   |
| ماردر 3 الدلالة Sd.Kfz. 139 | -    | -    | -    | 344  | -     | -     | -     | 344     |
| غريل                        | -    | -    | -    | -    | 225   | 346   | -     | 571     |
| هتزر                        | -    | -    | -    | -    | -     | 1,687 | 1,335 | 3,022   |
| المجموع                     | 153  | 367  | 678  | 652  | 1,008 | 2,356 | 1,335 | 6,549   |

### التصميمات المختلفة للدبابة بانزر 38(ت)

#### الدبابة بانزر 38(ت)
- بانزر 38(ت) الفئة A (بالألمانية: Panzerkampfwagen 38(t) Ausf. A): الفئة الأولى من الدبابة والتي أُنتجت لصالح الفيرماخت، أُنتج منها 150 وحدة خلال الفترة ما بين مايو ونوفمبر لعام 1939 بدرع بسمك 12مم.
- بانزر 38(ت) الفئات B حتى D (بالألمانية: Panzerkampfwagen 38(t) Ausf. B-D): النسخ التطويرية للفئة الأولى والتي تمت زيادة سُمك الدرع تدريجيًا من 12مم وحتى 25مم، استمر إنتاج تلك الفئات خلال الفترة ما بين يناير وحتى نوفمبر من عام 1940، حيث أُنتجت 110 وحدة من الفئة B، ومثلها من الفئة C، بالإضافة إلى 105 وحدة من الفئة D.
- بانزر 38(ت) الفئات E حتى G (بالألمانية: Panzerkampfwagen 38(t) Ausf. E-G): نُسخ تطويرية لنفس الفئة الأولى لم يشهد سوى استمرار المحاولات الألمانية لزيادة سُمك الدرع تدريجيًا إلى أن وصل لسمك 50مم مع الفئة G، استمر إنتاج تلك الفئات بداية من نوفمبر لعام 1940 وحتى يونيو لعام 1942، والتي شهدت إنتاج 275 وحدة من الفئة E مقابل 250 وحدة من الفئة F خلال الفترة ما بين نوفمبر لعام 1940 وحتى أكتوبر لعام 1941، وأخيرًا 321 وحدة من الفئة G خلال الفترة ما بين أكتوبر من عام 1941 وحتى يونيو لعام 1942 علاوة على 179 هيكل معدني لم يُثبت فيها البرج وتم تحويلها جميعًا إلى مدافع ذاتية الحركة مع إحلال الدبابة بالطراز الجديد من دبابات بانزر-3.
- بانزر 38(ت) الفئة S (بالألمانية: Panzerkampfwagen 38(t) Ausf. S): عبارة عن 90 وحدة من التصميم التشيكوسلوفاكي الأصلي للدبابة والذي حمل الدلالة TNH، طلبتها الحكومة السويدية من نظيرتها التشيكوسلوفاكية عام 1940، واستولت عليها القوات الألمانية في أعقاب الاجتياح الألماني لتشيكوسلوفاكيا بعدما استمر إنتاج تلك الوحدات خلال الفترة ما بين مايو وديسمبر لعام 1941.

#### مدافع ذاتية الحركة
- ماردر 3 (بالألمانية: Marder III): قانصة دبابات، استُخدم في تصميمها هياكل الدبابة بانزر 38(ت) الفئة G بعد قرار القيادة الألمانية بالتوقف عن إنتاج هذه الدبابات، التي لم يتم تحويلها لقاذفات لهب أو دبابات معاونة، بدأ إنتاجها منذ عام 1942 واستمرت في الخدمة حتى عام 1945، وخرحت في ثلاثة خطوط إنتاج رئيسية:
  - بانزريغا 38(ت) الحاملة للمدفع 7.62سم مضاد للدبابات 36(ر) (بالألمانية: Panzerjäger 38(t) für 7.62 cm PaK 36(r)): مصنوعة من المدافع السوفيتية المأسورة من عيار 76مم الفرقي الميداني بعد تعديله لقبول قذائف الألماني عيار 7.5سم مضاد للدبابات وإعادة تسميته بالمدفع 7.62سم مضاد للدبابات 36(ر)، حملت الدلالة Sd.Kfz. 139 وأُنتجت منها 363 وحدة خلال الفترة ما بين إبريل وحتى نوفمبر من عام 1942.
  - مدفع 7.5سم مضاد للدبابات 40 المحمول على هيكل الدبابة بانزر 38(ت) الفئة H (بالألمانية: 7.5 cm PaK 40/3 auf Panzerkampfwagen 38(t) Ausf.H): حمل الدلالة Sd.Kfz. 138 وهو مدفع ألماني عيار 7.5سم مضاد للدبابات محمولًا على الهيكل المعدني للدبابة بانزر 38(ت) الفئة H وترمز لموقع محرك المدفع في مؤخرة المركبة (بالألمانية: Heckmotor أي محرك خلفي)، أُنتج منه 243 وحدة جديدة خلال الفترة ما بين نوفمبر 1942 وحتى إبريل 1943، علاوة على 175 دبابة بانزر 38(ت) تم تحويلها لمدافع ذاتية الحركة خلال عام 1943.
  - بانزريغا 38(ت) ذات المدفع 7.5سم مضاد للدبابات 40/3 الفئة M (بالألمانية: Panzerjäger 38(t) mit 7.5 cm PaK 40/3 Ausf.M): أخر التعديلات الألمانية على قانصة الدبابات ماردر 3، حملت نفس الدلالة السابقة، Sd.Kfz. 138، ولم تختلف عن الفئة السابقة سوى في موقع المحرك الذي انتقل بدوره للجزء الأوسط من الجسم الداخلي للمركبة (بالألمانية: Mittelmotor أي محرك أوسط)، وهو التعديل الذي زاد من الكفاءة القتالية للمدفع على الرغم من الحد من قدراته على حمل عدد أكبر من القذائف، حيث حمل 27 قذيفة فقط مقابل 38 للفئة السابقة، أُنتج منه 975 وحدة خلال عام 1943 وحتى مطلع عام 1944.
- غريل (بالألمانية: Grille أي الجُدجُد): مدفع ثقيل ذاتي الحركة مضاد للأفراد، استُخدم في تصميمه مدفع 15سم مضاد للأفراد محمولًا على الهياكل المعدنية للدبابة بانزر 38(ت)، بدأ إنتاجه عام 1943 واستمر حتى عام 1944 في الوقت الذي بقت فيه الوحدات المُنتجة في الخدمة حتى عام 1945، خرج في فئتين مختلفتين وأُنتج منه إجمالًا 383 قطعة:
  - مدفع 15سم مضاد للأفراد 33 المحمول على هيكل الدبابة بانزر 38(ت) الفئة H (بالألمانية: 15 cm Schweres Infanteriegeschütz 33 (Sf) auf Panzerkampfwagen 38(t) Ausf. H): حمل الدلالة Sd.Kfz. 138/1، مثلما كان الحال بالنسبة لمدافع ماردر 3 المضادة للدبابات، خرجت الفئة الأولى من مدافع غريل ذاتية الحركة على هيئة مدفع 15سم مضاد للأفراد محمولًا على الهيكل المعدني للدبابة بانزر 38(ت) الفئة H ذات المحرك الخلفي، وأُنتجت 90 وحدة من هذه الفئة خلال الفترة ما بين فبراير وحتى إبريل من عام 1943.
  - مدفع 15سم مضاد للأفراد 33/1 المحمول على هيكل 38(ت) ذاتي الحركة الفئة M (بالألمانية: 15 cm Schweres Infanteriegeschütz 33/1 auf Selbstfahrlafette 38(t) (Sf) Ausf. M): التعديل الثاني والأخير على المدفع ذاتي الحركة المضاد للأفراد من خلال استخدام الهياكل المعدنية لدبابات بانزر 38(ت) الفئة M ذات المحرك الأوسط، حمل نفس الدلالة السابقة، Sd.Kfz. 138/1، أُنتج خلال الفترة ما بين إبريل ويونيو لعام 1943 ومرة أخرى بين أكتوبر من عام 1943 وحتى سبتمبر لعام 1944، أُنتج منه 282 وحدة علاوة على 120 ناقلة ذخيرة لدعم المدفع نفسه، وهو أخر ما أُنتج من مركبات مسُتخدمًا الهياكل المعدنية لبانزر 38(ت)، بعد استخدام كافة الهياكل العشرة المتبقية في إنتاجه والتي كان من المقرر تحويلها لمدافع فلاكبانزر 38(ت) ذاتية الحركة المضادة للطائرات.
- فلاكبانزر 38(ت) المحمول على هيكل 38(ت) ذاتي الحركة الفئة M (بالألمانية: Flakpanzer 38(t) auf Selbstfahrlafette 38(t) Ausf M): مدفع ذاتي الحركة مضاد للطائرات، مكوّن من مدفع 2سم مضاد للطائرات محمولاً على الهيكل المعدني للدبابة بانزر 38(ت) الفئة M ذات المحرك الأوسط، حمل الدلالة Sd.Kfz. 140، أُنتج منه 121 قطعة خلال الفترة ما بين نوفمبر لعام 1943 وحتى فبراير من عام 1944، وتم الدفع بأغلب القطع إلى الجبهة الغربية كفرقة البانزر الثانية عشر للوحدة الوقائية هتلريوغند.
- دبابة الاستطلاع 38(ت) (بالألمانية: Aufklärungspanzer 38(t)): دبابة استطلاعية متوسطة، صُممت باستخدام هياكل الدبابة بانزر 38(ت)، خرجت في فئتين مختلفتين من ناحية التسليح الرئيسي، وأُنتج منها إجمالًا 72 وحدة:
  - دبابة الاستطلاع 38(ت) المزودة بمدفع دبابة عيار 2سم (بالألمانية: Aufklärungspanzer 38(t) mit 2 cm KwK 38): دبابة استطلاعية استُخدم في تصنيعها الهيكل المعدني للدبابة بانزر 38(ت) والمزوّد بمدفع دبابة عيار 2سم، حملت الدلالة Sd.Kfz. 140/1 وأُنتجت منها 70 وحدة.
  - دبابة الاستطلاع 38(ت) المزودة بمدفع دبابة عيار 7.5سم (بالألمانية: Aufklärungspanzer 38(t) mit 7.5 cm KwK 37): دبابة استطلاعية استُخدم في تصنيعها الهيكل المعدني للدبابة بانزر 38(ت) والمزوّد بمدفع دبابة عيار 7.5سم، حملت نفس الدلالة السابقة وأُنتجت منها وحدتين فقط.
- يغدبانزر 38(ت) (بالألمانية: Jagdpanzer 38(t)): قانصة دبابات متوسطة، تُعرف أيضا باسم هتزر (بالألمانية: Hetzer أي المُحرِّض)، حملت الدلالة Sd.Kfz. 138/2، صُممت باستخدام الهيكل المعدني للدبابة بانزر 38(ت) مع تثبيت مدفع 7.5سم مضاد للدبابات، بدأ إنتاجها في مارس من عام 1944 واستمر حتى مايو لعام 1945 وأُنتجت منها إجمالًا 2,827 قطعة، كما أُنتج منها تصميمات أخرى لدعم المدفع ذاتي الحركة:
  - دبابة القيادة 38(ت) هتزر (بالألمانية: Befehlspanzer 38(t) Hetzer): دبابة قيادة حملت نفس تصميم المدفع هتزر وزودت بمعدات اتصال قدرة 30واط.
  - فلامبانزر 38(ت) هتزر (بالألمانية: Flammpanzer 38(t) Hetzer): قاذفة لهب، أُنتجت منها 20 وحدة خلال ديسمبر من عام 1944، زوّد بها الجيش الخامس بانزر خلال معركة الثغرة على الجبهة الغربية.
  - دبابة التصليحات 38(ت) هتزر (بالألمانية: Flammpanzer 38(t) Hetzer): دبابة قطر وتصليح، أنتج منها 170 وحدة فيما بين عامي 1944 و1945.
  - فولكيتنأوفكلارر 38(ت) (بالألمانية: Vollkettenaufklarer 38(t) Kätzchen): ناقلة جنود مدرعة، عُرفت أيضًا باسم كاتسين (بالألمانية: Kätzchen أي القطيطات) أُنتجت مطلع عام 1944 ودُمّرت القطع الباقية منها مع نهاية الحرب.

## بانزر-3
بانزر-3 (بالألمانية: Panzerkampfwagen III) دبابة متوسطة، أكثر الدبابات الألمانية استخدامًا خلال الحرب العالمية الثانية، بدأ إنتاجها عام 1935 واستمر حتى عام 1943 بينما استمر إنتاج الهياكل المعدنية للدبابة نفسها وتحويلها لمدافع ذاتية الحركة، وقبل اندلاع الحرب امتلكت منها القوات الألمانية 98 وحدة، حيث دخلت الخدمة عام 1939 واستمرت حتى نهاية المعارك العسكرية عام 1945.
|                         | 1939 | 1940  | 1941  | 1942  | 1943  | 1944  | 1945  | المجموع |
| ----------------------- | ---- | ----- | ----- | ----- | ----- | ----- | ----- | ------- |
| بانزر-3 الفئات A حتى F  | 157  | 396   | -     | -     | -     | -     | -     | 553     |
| بانزر-3 الفئات G حتى J  | -    | 466   | 1,673 | 251   | -     | -     | -     | 2,390   |
| بانزر-3 الفئات J1 حتى M | -    | -     | -     | 1,907 | 64    | -     | -     | 1,971   |
| بانزر-3 الفئة N         | -    | -     | -     | 450   | 250   | -     | -     | 700     |
| فلامبانزر 3             | -    | -     | -     | -     | 100   | -     | -     | 100     |
| شتوك 3 الفئات A حتى E   | -    | 192   | 540   | 93    | -     | -     | -     | 825     |
| شتوك 3 الفئتين F وG     | -    | -     | -     | 695   | 3,011 | 3,849 | 1,038 | 8,593   |
| شتوك 42                 | -    | -     | -     | 12    | 204   | 903   | 98    | 1,217   |
| المجموع                 | 157  | 1,054 | 2,213 | 2,958 | 3,379 | 4,752 | 1,136 | 15,649  |

ملاحظات
- إحصائيات المدفع شتوك 3 ذاتي الحركة الفئتين F وG لعام 1944 لا تتضمن 173 مدفعًا محولًا من دبابات بانزر-3.
- المجموع النهائي لا يتضمن مجموع الوحدات المُنتجة من الدبابة بانزر-3 الفئة N.

## بانزر-4
بانزر-4 (بالألمانية: Panzerkampfwagen IV) دبابة ألمانية متوسطة، بدأ تصنيعها أواخر العقد الرابع من القرن العشرين، وشاع استخدامها إبان الحرب العالمية الثانية، حملت الدلالة Sd.Kfz. 161، صُممت أساسًا لدعم المشاة في حين تكفّلت دبابات بانزر-3 بالاشتباك مع الدبابات المعادية، حتى حققت الدبابة تي-34 السوفيتية انتصاراتها المتوالية على أرض المعركة، بعدها قررت القيادة الألمانية إشراك دبابات بانزر-4 في معارك الدبابات، وتُعتبر بانزر-4 أكثر الدبابات الألمانية الخاضعة لعمليات التطوير والتحديث، كما تُعد الوحيدة التي استمر إنتاجها دون انقطاع حتى نهاية الحرب، دون إحلالها بالطرازات الأخرى التي أُنتجت لاحقًا، ولم يقتصر استخدامها على ألمانيا فقط، والتي قامت ببيع نحو 300 قطعة لحلفائها في الحرب أمثال؛ فنلندا، وبلغاريا، ورومانيا وإسبانبا.
|                         | 1939 | 1940 | 1941 | 1942 | 1943  | 1944  | 1945  | المجموع |
| ----------------------- | ---- | ---- | ---- | ---- | ----- | ----- | ----- | ------- |
| بانزر-4 الفئات A حتى F1 | 45   | 268  | 467  | 124  | -     | -     | -     | 904     |
| بانزر-4 الفئات F2 حتى J | -    | -    | -    | 870  | 3,013 | 3,126 | 385   | 7,394   |
| شتوك 4                  | -    | -    | -    | -    | 30    | 1,006 | 105   | 1,141   |
| يكدبانزر 4              | -    | -    | -    | -    | -     | 769   | -     | 769     |
| يكدبانزر 4/70           | -    | -    | -    | -    | -     | 767   | 441   | 1,208   |
| شتورمبانزر 4            | -    | -    | -    | -    | 66    | 215   | 17    | 298     |
| نازهورن                 | -    | -    | -    | -    | 345   | 133   | 16    | 494     |
| هومل                    | -    | -    | -    | -    | 368   | 289   | 57    | 714     |
| موبلفاجن                | -    | -    | -    | -    | -     | 205   | 35    | 240     |
| فيربلفند                | -    | -    | -    | -    | -     | 100   | 6     | 106     |
| أوستفند                 | -    | -    | -    | -    | -     | 15    | 28    | 43      |
| المجموع                 | 45   | 268  | 467  | 994  | 3,822 | 6,625 | 1,090 | 13,311  |

## بانزر-5 (بانثر)
|          | 1939 | 1940 | 1941 | 1942 | 1943  | 1944  | 1945 | المجموع |
| -------- | ---- | ---- | ---- | ---- | ----- | ----- | ---- | ------- |
| بانثر    | -    | -    | -    | -    | 1,848 | 3,777 | 507  | 6,132   |
| يكدبانثر | -    | -    | -    | -    | 1     | 226   | 198  | 425     |
| المجموع  | -    | -    | -    | -    | 1,849 | 4,003 | 705  | 6,557   |

## بانزر-6 (تايكر)
تايكر-1، هو الاسم المُتعارف عليه لدبابة ثقيلة، ألمانية الصُنع، استُحدثت عام 1942، وعُرفت رسميًا باسم بانزركامففاجن 6 تايكر أوسفوهرونك E (بالألمانية: Panzerkampfwagen VI Tiger Ausf.E أي مركبة القتال المدرعة 6 الفئة E)، أُنتجت خصيصًا لمواجهة المركبات المدرعة السوفيتية ثقيلة التدريع وخاصة الدبابات من طرازي تي-34 وكى في-1، لتصبح بذلك أولى الدبابات الألمانية المزودة بمدفع دبابة عيار 8.8سم في أولى صوره المحمولة على مركبات مُدرّعة، كما شاركت في كافة جبهات القتال الألمانية خلال الحرب العالمية الثانية، وبسبب استخدام الهندسة الفائقة في تصنيعها، علاوة على تكلفتها الباهظة، لم تتمكن القوات الألمانية من إنتاج أكثر من 1,347 قطعة خلال الفترة الممتدة بين أغسطس 1942 وحتى أغسطس 1944 عندما أوقفت المؤسسة العسكرية الألمانية تصنيعها لحساب الدبابة تايكر-2 لما واجهته من مشكلات ميكانيكية، وعدم قدرتها على مواجهة ظروف الطقس القارسة، وتعطّلها عن الحركة خاصة مع تجمّد الكُتل الثلجية أو الطينية بين عجلاتها المُتداخلة، علاوة على مدى سيرها المحدود بسبب استهلاكها للوقود، من جانبها، حملت الدبابة تايكر-1 الدلالة Sd.Kfz. 181 وسُجّلت أولى الخسائر الكاملة في صفوف دبابات تايكر-1 بتاريخ 25 نوفمبر 1942، حيث قام الجنود الألمان بتدمير الدبابة بأنفسهم مخافة سقوطها في أيدي القوات السوفيتية، بعد عجزها عن التقدّم بسبب انغرازها في الوحل بعد خروجها عن الطريق المُعبدة بتاريخ 22 سبتمبر وفشل مساعى إنقاذها المُتكررة، وهي الدبابة التابعة للكتيبة 502 بانزر ثقيلة، إحدى أنجح كتائب الدبابات الثقيلة قاطبة، العاملة على الجبهة الشرقية.
على الجانب الأخر، كانت الدبابة تايكر-2 أخر الدبابات الألمانية المُنتجة خلال فترة الحرب العالمية الثانية، وعُرفت رسميًا باسم بانزركامففاجن 6 تايكر أوسفوهرونك B (بالألمانية: Panzerkampfwagen VI Tiger Ausf.B أي مركبة القتال المدرعة 6 الفئة B)، والتي حملت الدلالة Sd.Kfz. 182، عُرفت اختصارًا باسم تايكر B، بجانب بعض المُسميات الأخرى، مثل؛ كونيكزتايكر (بالألمانية: Königstiger أي ببر البنغال)، بالإضافة لاسم كينك تايكر (بالإنكليزية: King Tiger أي الببر الملكي) الدارج بين جنود الحلفاء، وهو الترجمة الحرفية للمقابل الألماني، وُضع تصميم الدبابة تايكر-2 عام 1943 لتفادي عيوب سابقتها، وبدأ إنتاجها عام 1944، حيث طلبت المؤسسة العسكرية الألمانية 1,500 وحدة، إلا أن القصف المتكرر للمصانع الحربية أفقد القوات الألمانية ما يقرب من 657 دبابة قبيل دخولها الخدمة، مقابل 492 دبابة شهدت المعارك بالفعل، حيث شاركت دبابات تايكر-2 للمرة الأولى في معارك غزو نورماندي في 11 يوليو لعام 1944 ضمن صفوف الكتيبة 503 بانزر ثقيلة، في حين شهدت الكتيبة 501 بانزر ثقيلة مشاركة الدبابة نفسها خلال معارك الجبهة الشرقية والتي ضمّت 25 دبابة من الطراز نفسه بحلول 1 سبتمبر لعام 1944، وهي الدبابة التي جمعت بين خصائص درع الدبابة تايكر-1 من حيث السُمك ودرع الدبابة بانثر من ناحية الانحدار، كما زوّدت بمدفع دبابة عيار 8.8سم مُعدّل عن مدفع الدبابة تايكر-1.
|            | 1939 | 1940 | 1941 | 1942 | 1943 | 1944  | 1945 | المجموع |
| ---------- | ---- | ---- | ---- | ---- | ---- | ----- | ---- | ------- |
| تايكر-1    | -    | -    | -    | 78   | 649  | 623   | -    | 1,350   |
| شتورمتايكر | -    | -    | -    | -    | -    | 18    | -    | 18      |
| تايكر-2    | -    | -    | -    | -    | 1    | 377   | 112  | 490     |
| يكدتايكر   | -    | -    | -    | -    | -    | 51    | 28   | 79      |
| المجموع    | -    | -    | -    | 78   | 650  | 1,069 | 140  | 1,937   |

## فرديناند (إيليفانت)
إيليفانت (بالألمانية: Elefant أي الفيل) بانزريكا ثقيلة (بالألمانية: Schwerer Panzerjäger أي قانصة دبابات ثقيلة)، استُخدمت بأعداد قليلة خلال الحرب العالمية الثانية، حيث بدأ إنتاجها عام 1943 وحملت اسم فرديناند، نسبة إلى مصممها، مهندس السيارات الألماني فرديناند بورش، وأُنتج منها 91 وحدة خلال الفترة ما بين مارس وحتى مايو لعام 1943 تحت اسم بانزريكا تايكر(ب) وحملت الدلالة Sd.Kfz. 184.
صُممت باستخدام الهياكل المعدنية المُعدّة مُسبقًا للتصميم التجريبي 4501 (بالألمانية: VK 4501)، المعروف باسم تايكر(ب) المُنتجة من قِبل شركة بورش، مع إضافة أبراج كروب وتزويد المركبة بمدفع 8.8سم مضاد للدبابات كتسليح رئيسي وبلا أي تسليح ثانوي.
وفي أعقاب معركة كورسك في سبتمبر لعام 1943، قامت المؤسسة العسكرية الألمانية بتطوير ثمانية وأربعين مركبة من أصل خمسين باقين في الخدمة خلال الفترة ما بين أكتوبر وحتى نوفمبر من العام نفسه، عن طريق تزويدها برشاش إم جي-34 لزيادة قدرتها على مواجهة الأفراد واستخدام خليط زيميريت (بالألمانية: Zimmerit) الغير ممغنط لطلاء السطح المعدني للمركبات لحمايتها من للألغام الممغنطة المضادة للدروع، علاوة على زيادة سُمك الدرع الأمامي وزيادة عرض الجنزير، مما أدّى لزيادة وزن المركبة ككل؛ ليرتفع من 65 إلى 71 طن.
|          | 1939 | 1940 | 1941 | 1942 | 1943 | 1944 | 1945 | المجموع |
| -------- | ---- | ---- | ---- | ---- | ---- | ---- | ---- | ------- |
| فرديناند | -    | -    | -    | -    | 91   | -    | -    | 91      |
| إيليفانت | -    | -    | -    | -    | 48   | -    | -    | 48      |
| المجموع  | -    | -    | -    | -    | 91   | -    | -    | 91      |

ملاحظة
- المجموع النهائي لا يتضمن مجموع الوحدات المُطورة من قانصة الدبابات فرديناند والتي تم تحويلها إلى الطراز إيليفانت.

## تطوّر صناعة الدبابات
عادت صناعة الدبابات داخل ألمانيا مرة أخرى عام 1934 بعدما أنكر أدولف هتلر الحظر المفروض على ألمانيا بموجب معاهدة فرساي، والتي تم توقيعها مع نهاية الحرب العالمية الأولى في 28 يونيو 1919 ودخلت حيّذ التنفيذ في 10 يناير 1920، في بداية الأمر عانت الحكومة الألمانية من مصاعب متعددة نتيجة توقّف صناعة الأسلحة الألمانية لسنوات طويلة، وضرورة تطوير المنشئات والتقنيات المُستخدمة في تصنيع الأسلحة الحديثة وتحديدًا فيما يختص بصناعة الصلب والآلات المُستخدمة في عمليات التصنيع، وبدأ تصنيع الدبابات الألمانية بإنتاج الدبابة بانزر-1 والتي حملت رشاشين مثبتين على برج دوّار من إنتاج مصانع كروب، والتي صُممت لتكون مركبة تدريبة والأولى من نوعها الممنوحة لتشكيلات البانزر بغرض استكمال تدريباتهم وتطوير أساليبهم القتالية، ولم يُفترض مشاركتها في المعارك، واستمر تطوير الدبابات الألمانية وصولًا للدبابة بانزر-3 التي جعلت منها القوات الألمانية أولى دبابات القتال الرئيسية مع دعمها بالدبابات المعاونة من طراز بانزر-4 أثناء مهاجمة النقاط المنيعة، ولطول مراحل التطوير وبطئها، قامت المؤسسة العسكرية الألمانية بإنتاج الدبابة الانتقالية من طراز بانزر-2، أولى الدبابات ذات محركات تعمل بسوائل التبريد، والتي اعتمدت في تسليحها الرئيسي على مدفع دبابة عيار 2سم وبدأ إنتاجها بدئًا من عام 1934، وحتى اندلاع المراحل الأولى من الحرب، لم تتضح جليًا المهام المُقبلة للدبابات ولا دورها الرئيسي على أرض المعركة، وما إذا كانت معارك الدبابات المباشرة ستكون من المعارك المفروضة على الدبابات الألمانية الجديدة، أم سيقتصر دورها على دعم تشكيلات المشاة فحسب، من جانبه، شهد سلاح الفرسان بالجيش الألماني الاستخدام الأكبر للدبابات حديثة الإنتاج وخاصة في مجال الاستطلاع، وهو ما شهد اعتراضًا واسعًا من أنصار التصنيع العسكري وحرب المدرعات أمثال هاينز كوديريان، وفيلهلم ريتر فون توما، وفالتر فون رايخيناو، الذين طمحوا في دور أكبر تأثيرًا للمدرعات الألمانية على أرض المعركة، وهو ما لم يتحقق حتى الفترة ما بين عامي 1937 و1938 عندما بدأت أولى الدبابات المتوسطة من طرازي بانزر-3 وبانزر-4، والتي كان من المُقرر تدعيم قوات البانزر بها بعد عام 1940.
ومع بداية مراحل تطوير الدبابات الألمانية، اعتمد الجيش الألماني على تواجد قائد داخل كل دبابة ألمانية على اتصال بقائد التشكيل ودبابة القيادة مُستخدمًا أجهزة الاتصال اللاسلكية، ومن ثمّ تطلبت تصاميم الدبابات الجديدة برجًا أكبر يتسع لقائد الدبابة ومدفعجي ومُلقّم المدفع، في الوقت الذي بقى فيه سائق الدبابة والجندي العامل على الرشاش في الجزء السفلي من الهيكل المعدني للدبابة، كما أصرّ هاينز كوديريان على أن يكون قائد الدبابة على اتصال دائم بباقي طاقم دبابته وأفراد فصيلته، وعليه، زوّدت الدبابات بنظامين للاتصال؛ نظام لاسلكي عالي التردد ونظام اتصال داخلي، لتحقيق أكبر قدر من التواصل بين الدبابات المختلفة على أرض المعركة.
وعلى الرغم من اعتماد الفيرماخت للدبابة بانزر-3، إلا أنها لم تنتبه لاحتمالية مواجهة القوى الأوروبية العظمى إبان تصنيع هذا الطراز عام 1939، ومن ثمّ لم تتواجد سوى أعداد قليلة من هذا الطراز مع بداية الحرب، فبخلاف الدبابات تشيكوسلوفاكية الصنع، اجتاحت ألمانيا جارتها بولندا بقوات مدرّعة قوامها 3,195 دبابة خفيفة موزّعين بواقع 1,445 دبابة من طراز بانزر-1 و1,226 دبابة من طراز بانزر-2، بينما لم تتواجد سوى 98 دبابة قتال رئيسية من طراز بانزر-3، علاوة على 211 دبابة من طراز بانزر-4 و215 دبابة أخرى من طرازات مختلفة تم تحويلها لدبابات قيادة بعد تزويدها بمعدات اتصال متقدمة.

## تقنيين الإنتاج
أدّى التدخّل المُفرط للحزب النازي في منح عقود تصنيع الدبابات، علاوة على بعض الاعتبارات السياسية الأخرى التي لم تمت بدورها لسياسات تزويد الفيرماخت بالأسلحة، إلى منح هذه العقود لشركات قليلة الخبرة في مجال إنتاج الدبابات على نطاق واسع، خاصة في ظل منع الشركات الكبرى مثل شركتي أوبل وفورد صاحبتي الخبرة الواسعة في مجالات تجميع وتصنيع الدبابات من دخول المزايدات على هذه العقود، من جانبها لم تكن الصناعة الألمانية عمومًا وصناعة الدبابات خصوصًا مستعدة بعد لدخول طور الحرب الشاملة والتي كانت القوات الألمانية تستعد لخوضها عام 1939، فعلى النقيد من الطائرات المقاتلة من طراز مسراشمیت 109 والتي وضع تصميمها المهندس الألماني ويلي مسراشمیت والتي أُنتجت بأعداد كبيرة مع وضع خطط مستقبلية لزيادة عدد الوحدات المُنتجة بمرور الوقت، في الوقت الذي بقت فيه صناعة الدبابات في أيدي محترفي المهنة وليس المتخصصين فيها، من جانبها، استمرت الصناعة الألمانية بدعم المجهود الحربي خلال النزاعات القصيرة، حتى عام 1943 عندما توقفت المصانع الألمانية عن إنتاج المركبات المدنيّة وتحوّلت كل الموارد والثروات الصناعية لخدمة اقتصاديات الحرب في ضوء الحرب الشاملة وتداعي فرص ألمانيا في تحقيق النصر، ومع بداية التسارع في العملية التصنيعية خلال السنوات القليلة التي سبقت اندلاع الحرب العالمية الثانية، لم تمتلك الشركات والمصانع الكبرى المساحة الكافية لتوفير المجال لخطوط الإنتاج الجديدة، ومن ثمّ لم تمتلك المصانع الألمانية المخزون المتوافر من المكونات المُصنّعة والجاهزة للتجميع، على عكس المصانع التابعة لدول الحلفاء التي ذخرت مصانعها بقطع الغيار والمكونات الجاهزة للتجميع محققة في ذلك الاستمرارية الإنتاجية المرجوة طوال الفترات المختلفة من الحرب، وذلك بالرغم من الأنشطة التوسعية التي قامت بها الشركات الألمانية لتلبية الاحتياجات المتزايدة خلال المراحل المتقدمة للنزاع، ومع هذا، لم تعتمد صناعة الدبابات الألمانية على التقنيات الإنتاجية الحديثة إلا بعد تولّي ألبرت شبير منصب وزير التسليح والذخيرة عام 1942.
وخلال الفترة التي سبقت الحرب العالمية الثانية، كانت جميع شركات الصناعات الثقيلة عبارة عن شركات مساهمة خاصة مملوكة لمجموعة مستثمرين من خلال أسهم مطروحة في سوق الأوراق المالية، عدا ألكيت، الخاضعة لسيطرة راينميتال-بورسيك، إحدى شركات قطاع رايخشفيرك هيرمان غورينغ الحكومية، من جانبها، قامت تلك الشركات الخاصة بإنتاج الدبابات، بجانب استمراها في إنتاج المركبات التي عملت على إنتاجها مُسبقًا في أوقات السِلم؛ كالجرارات، والقاطرات، وباقي المعدات الثقيلة، حتى عام 1935، عندما بدأت الحكومة الألمانية في إحكام قبضتها على المنشئات الصناعية المساهمة في الصناعات الحربية والعسكرية، تبع ذلك وضع خطة السنوات الأربعة للحزب النازي قيد التنفيذ، والتي أتت بهيرمان غورينغ على رأس اللجنة الحكومية المنوطة بفرض سيطرة الدولة على جميع الأنشطة الصناعية القائمة، حيث تمكّن غورينغ من فرض سلطات الحزب النازي على المصانع الخاصة العاملة في تصنيع الصلب والأسلحة مُستخدمًا سياسات قصرية وتهديدات متعددة بغلق هذه المصانع أو تأميمها، وبحلول عام 1938، أمتد التقنين المفروض داخل ألمانيا ليشمل المواد الخام الأساسية، ومخزونات المصانع، وساعات العمل، ومعدّلات دفع رواتب العمّال، وظروف العمل، والتوسعات في الأبنية والآلات الخاصة بالمصانع، علاوة على مواقع تلك المصانع وتقسيم نسبة أسهم رأس المال المؤسِس لتلك المصانع، من جانبها تحتّم على جميع الشركات الخاصة الانضمام للمجلس الاقتصادي الخاص بتصنيع الدبابات والذي تناول جميع المسائل الخاصة بهذه الصناعة.

## المراكز الصناعية
لم تتمركز صناعة الدبابات في منطقة جغرافية محددة داخل الحدود الألمانية، وإن ضمت مدن مثل نورنبرغ، وكاسل، وبراونشفايغ، وماغديبورغ، وبرلين المراكز الصناعية الرئيسية، وعلى الرغم من ذلك، تواجدت مراكز صناعة مكونات الدبابات في بعض المجتماعات الصناعية؛ حيث تركزت صناعة المحركات والتروس في منطقة فريدريشهافن بجنوب ألمانيا، بينما تمركزت صناعة الهياكل المعدنية وأبراج الدبابات والمدافع في منطقة الرور، علاوة على صناعة الإطارات المطاطية في هانوفر، بينما تمركزت صناعة باقي المكونات الدقيقة من أجهزة اتصال واستشعار عن بعد في العاصمة برلين.
على الجانب الأخر، تواجدت العديد من المصانع الأخرى التي خدمت المجهود العسكري الألماني خارج حدود ألمانيا، وبالتحديد في الدول التي قامت ألمانيا باجتياحها خلال المراحل الأولى للحرب، أو الدول الحليفة لألمانيا، أو حتى الدول التي أعلنت حيادها خلال الحرب، مثل السويد، التي قامت بخدمة المجهود الحربي الألماني بطريقة غير مباشرة عن طريق تقديم الدعم لدول حليفة لألمانيا، خاصة فنلندا، ويأتي على رأس تلك المصانع مصانع شكودا وتشيسكومورافسكا كولبن-دانيك وتاترا بتشيكوسلوفاكيا، وشتاير-دايملر-بوش بالنمسا ومصنعي تشيشاو-فيرك وفامو البولنديين، علاوة على مصانع ساورر السويسرية، والتي عملت على تطوير المركبات المدرعة النمساوية قبيل الآنشلوس، ومصانع بريدا الإيطالية، علاوة على بوفورس السويدية التي قدمت الدعم للجانبين طوال فترة الحرب.

## مسألة الدبابة الألمانية
طوال فترة الحرب، بذلت قوات الحلفاء مجهودات عديدة لمعرفة المدى الحقيقي لإنتاج ألمانيا من المركبات المدرّعة، مستخدمة في ذلك مصدرين رئيسيين تمثلا في المعلومات الاستخباراتية من جهة والإحصائيات المباشرة من أرض المعركة، ففي العديد من الأوقات استخدمت معلومات استخباراتية مُسبقة لتصحيح المخرجات الإحصائية، كما استُخدمت المعلومات الاستخباراتية والدراسات الإحصائية جنبًا إلى جنب في أحيان أخرى، كما كان الحال فيما يختص بتحديد عدد القطع المُنتجة من دبابات بانثر قبيل إنزالات نورماندي.
من جانبها، اعتبرت القيادة العليا لقوات الحلفاء دبابات بانثر التي واجهوها في إيطاليا، نوعًا غير تقليديًا من الدبابات الثقيلة ولن يُرى مرة أخرى إلا بأعداد قليلة في شمال فرنسا، وهو نفس الاعتقاد الذي ساد بخصوص الدبابات تايكر-1 المشاركة في المعارك بتونس، على الجانب الأخر، ظلت قيادات الجيش الأمريكي على قناعتها بقدرة الدبابة شيرمان على مواجهة الدبابات الألمانية من طرازي بانزر-3 وبانزر-4 المتوقع مواجهتها، حتى وقت قصير قبيل إنزال قوات الحلفاء على السواحل الفرنسية، حيث انتشرت الشائعات بوجود العديد من دبابات بانثر التي استُخدمت لدعم تشكيلات البانزر المتواجدة بفرنسا فعليًا.
ولوضع حد لهذه الشائعات، حاولت قوات الحلفاء تقدير عدد القطع المُنتجة من دبابات بانثر، مُستخدمة في ذلك الأرقام التسلسلية المطبوعة على الدبابات المأسورة أو المدمرة، وأكثر تلك الأرقام المُستخدمة كانت الأرقام المطبوعة على صناديق التروس والتي قامت القوات الألمانية بوضع أرقام تسلسلية منتظمة لها، كما استُخدمت أيضًا الأرقام المطبوعة على الهياكل المعدنية والمحركات على الرغم من استخدام أسلوب أكثر تعقيدًا من قِبل القوات الألمانية في وضع أرقامًا تسلسلية لها، كما استُخدمت الأرقام التسلسلية الأخرى لباقي المكونات للتأكّد من صحة الدراسات الإحصائية، كالأرقام التسلسلية الخاصة بالإطارات على سبيل المثال، حيث ساعدت الدراسات الإحصائية الخاصة بعجلات الدبابات المأسورة والمُدمرة من طراز بانثر في تحديد عدد القوالب المستخدمة في تصنيع هذه العجلات، ومع طرح الأمر على المختصين من الجانب البريطاني تحديدًا، استطاعت قوات الحلفاء تحديد العدد النهائي من العجلات التي يُمكن إنتاجها باستخدام هذه القوالب، الأمر الذي ساعد في تحديد العدد التقريبي من قطع دبابات بانثر المُنتجة شهريًا، حيث أفادت الدراسات التي أُجريت على عجلات دبابتين من طراز بانثر إلى احتمال إنتاج ألمانيا لمائتي وسبعين قطعة من هذه الدبابة خلال شهر فبراير لعام 1944 وهو ما جاء أكثر مما كان مُحتملًا قبل إتمام الدراسة.
وفي أعقاب الحرب، أشارت الوثائق الألمانية لإنتاج مائتي وستة وسبعين دبابة من طراز بانثر خلال شهر فبراير من عام 1944، وهو عدد مقارب لما تم الوصول إليه باستخدام الدراسات الإحصائية على عكس الأعداد التي أشارت إليها المعلومات الاستخباراتية مُسبقًا، ومن ثمّ، ظهر مصطلح مسألة الدبابة الألمانية على الساحة لوصف مُجمل الدراسات الإحصائية المُستخدمة لتحديد أعداد الدبابات التي قامت ألمانيا بإنتاجها والمتوقع مواجهتها خلال المراحل المتقدمة من الحرب.

## الملاحظات
1. ↑  من التقارير الخاصة بسياسة القوات المدرّعة الألمانية والصادرة في نوفمبر 1943: "...بعد دراسة مستفيضة، تقرر عدم التصديق على مشروع إنتاج الدبابات المزودة بمدفع عيار 9سم للأسباب التالية؛ عدم قدرة دبابات إم 4، والتي تُعد أفضل دبابات الحلفاء بأرض المعركة حاليًا، على تشكيل أي خطر ضد الدبابات الألمانية من طراز تايكر، بخلاف دبابات المشاة السوفيتية من طراز تي-26 والتي لن تواجهها الدبابات الألمانية إلا في معارك الدبابات المباشرة، وهي معارك غير مجدية أو ضرورية في الوقت الراهن."[11]

## طالع أيضًا
- المركبات القتالية المدرعة الألمانية في الحرب العالمية الثانية
- الدبابات الألمانية في الحرب العالمية الثانية
- إنتاج الطائرات الألمانية خلال الحرب العالمية الثانية
- مقارنة بين الدبابات الأولى في الحرب العالمية الثانية
- إحصائات باقي الدول المشاركة في الحرب:
  -  الاتحاد السوفيتي
  -  المملكة المتحدة
  -  الولايات المتحدة
  -  اليابان
  -  فرنسا

## وصلات خارجية
- (بالإنجليزية) معلومات تقنية وفنية حول كافة الدبابات الألمانية من موقع Panzerworld.
- (بالإنجليزية) لقطات فيديو وصور بجانب بعض المعلومات عن المركبات الحربية الألمانية ومعارك الدبابات في الحرب العالمية الثانية من موقع Achtung Panzer.
- (بالإنجليزية) موقع يتضمّن العديد من المعلومات عن كافة المركبات المستخدمة خلال الحرب العالمية الثانية.